# Kikunyi
Le kikunyi, ou kunyi, fait partie des langues bantoues du groupe kikongo. Elle est parlée par les populations kugni en république du Congo
On la parle dans la région du Niari, à Dolisie.[réf. nécessaire]